# François Veillon
François Veillon (* 28. November 1793 in Roche; † 25. Januar 1859 in Bex) war ein Schweizer Politiker und Richter. Von 1848 bis 1851 gehörte er dem Nationalrat an.

## Biografie
Veillon entstammte einer angesehenen Familie aus dem östlichen Chablais, sein Vater war Salzfaktor und Kreiskommandant. Veillon studierte Recht an der Akademie in Lausanne. Er war daraufhin als Rechtsanwalt in seiner Heimatgemeinde Roche tätig, später verlegte er seine Kanzlei nach Bex. Sein erstes öffentliches Amt war jenes eines Richters am Bezirksgericht von Aigle, das er von 1829 bis 1833 präsidierte. Von 1833 bis 1842 war er Appellationsrichter, danach Präfekt des Bezirks Aigle.
Veillon stieg im Militär bis in den Rang eines Oberstleutnants auf und war Kreiskommandant von Aigle. Er vertrat radikalliberale Ansichten und gehörte 1831 dem Verfassungsrat an, der eine neue Kantonsverfassung ausarbeitet. Dabei setzte er die Bestimmung durch, dass ein Bezirk Anrecht auf höchstens zwei Staatsräte besitze. Im selben Jahr wurde er in den Grossen Rat, dem er zunächst bis 1833 und erneut ab 1843 angehörte. Veillon kandidierte im Oktober 1848 bei den ersten Nationalratswahlen und wurde im Wahlkreis Waadt-Ost gewählt; dabei setzte er sich unter anderem gegen seinen Schwager Auguste de Loës durch. 1851 trat er von allen politischen Ämtern zurück.